# Edelrost
Edelrost – drugi album studyjny austriackiego zespołu Kreuzweg Ost, wydany w lipcu 2005 roku przez wytwórnię Cold Spring Records. 
Podobnie jak w przypadku poprzedniego albumu Iron Avantgarde wojenne rytmy marszowe splatają się z melancholijnymi melodiami. Tematem przewodnim, zgodnie z zamysłem twórców projektu Kreuzweg Ost jest II wojna światowa.
Utwór Eiserne Menschen zawiera fragmenty ze słowami i głosami użytymi w filmie z 1931 pod tytułem Mädchen in Uniform.

## Lista utworów
1. „Edelrost” – 2:29
2. „Für Kaiser, Gott und Vaterland” – 6:07
3. „Die Legion” – 7:50
4. „Zucht und Hunger” – 6:36
5. „Eiserne Menschen” – 6:22
6. „Zum Appell” – 8:32
7. „Rasputin” – 8:15
8. „Leu der Lüfte” – 8:06
9. „Lebwohl” – 2:42